# Colonia di Nuova Irlanda
La Nuova Irlanda era una colonia della Corona del Regno di Gran Bretagna fondata nell'attuale Maine dopo che le forze britanniche conquistarono l'area durante la guerra d'indipendenza dagli Stati Uniti d'America e di nuovo durante la guerra del 1812. Questa occupazione durò quattro anni durante la rivoluzione americana e otto mesi durante la guerra del 1812. Alla fine di ogni guerra, gli inglesi restituirono la sovranità agli Stati Uniti secondo i termini rispettivamente del Trattato di Parigi e del Trattato di Gand.

## Storia
La spedizione di Penobscot fu la più grande spedizione navale americana condotta durante la Guerra d'indipendenza americana e viene ricordata come la peggiore sconfitta navale degli Stati Uniti d'America fino all'attacco di Pearl Harbor. I combattimenti si svolsero sia a terra che in mare, nei pressi dell'attuale città di Castine, nel Maine. La sconfitta della spedizione americana fu per contro una delle più grandi vittorie britanniche durante la guerra.